# Clifford-Modul-Bündel
Ein Clifford-Modul-Bündel ist ein mathematisches Objekt aus der Differentialgeometrie. Es wird insbesondere in der Spin-Geometrie zur Untersuchung von Spin-Strukturen genutzt. Es handelt sich um ein Vektorbündel, dessen Fasern Clifford-Moduln – also Darstellungsräume einer Clifford-Algebra sind. Ein kanonisches Beispiel für Clifford-Modul-Bündel sind die Spinorbündel. Eine andere Klasse dieser Bündel sind die Dirac-Bündel.
Der Begriff Clifford-Modul-Bündel sollte nicht mit dem des Clifford-Bündels, das ein Vektorbündel von Clifford-Algebren ist, verwechselt werden.

## Definition
Es sei {\displaystyle M} eine riemannsche Mannigfaltigkeit gerader Dimension. Ein Clifford-Modul-Bündel über {\displaystyle M} ist ein Vektorbündel {\displaystyle {\mathcal {E}}\rightarrow M}, dessen Fasern {\displaystyle {\mathcal {E}}_{p}} Clifford-Moduln sind.
Anders ausgedrückt, ist ein Clifford-Modul-Bündel über {\displaystyle M} ein {\displaystyle \mathbb {Z} _{2}}-graduiertes Vektorbündel {\displaystyle {\mathcal {E}}\rightarrow M} mit einer graduierten Aktion
{\displaystyle \Gamma (M,C\ell (M))\times \Gamma ({\mathcal {E}})\to \Gamma ({\mathcal {E}}),\ \ (a,s)\mapsto c(a)s},
wobei {\displaystyle C\ell (M)} das Clifford-Bündel und {\displaystyle c} die entsprechende Clifford-Multiplikation sind.